# اریگونوم سدرورم
اریگونوم سدرورم (نام علمی: Eriogonum cedrorum) نام یک گونه از تیره هفت‌بندیان است.